# Klorit
För klorjonen, se kloritjon.

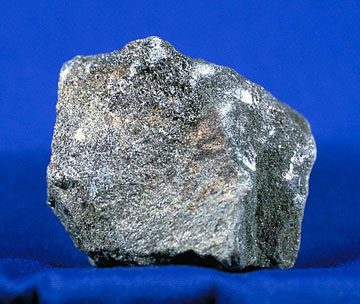
Mineralet klorit.

Klorit är en grupp glimmerliknande, vattenrika silikatmineral som ofta räknas till lerorna. Klorit består av magnesium, nickel, järn, kisel och aluminium. Det innehåller dock inte klor, utan namnet kommer av dess vanligen gröna färg; chlō'ros är ett grekiskt ord för ljusgrön eller gulgrön.
De vanligaste kloriterna i Sverige är pennin och klinoklor. Den har en hårdhet på 2–2,5.
Klorit bildas genom omvandling av biotit och mörka silikatmineral som hornblände, pyroxen vid relativt låg temperatur, och därför förekommer klorit över stora delar av världen. Den är som regel grön, men kan även vara gul, röd, svart eller vit.
Kloriterna indelas vanligen i två grupper: ortokloriter och leptokloriter.
Ortokloriterna kristalliserar sig i väl utbildade monoklina kristaller och är isomorfa blandningar av två substanser av vattenhaltigt magnesiasilikat, ett serpentinsilikat i utan lerjord och ett lerjordhaltigt silikatmaterial.
Bland dessa märks klinoklor, pennantit och sudoit.
Leptokloriterna är kloriter som inte hänförs till den ovan nämnda strukturen utan endast förekommer som täta, finkorniga eller fjälliga aggregat. Bland dessa märks chamosit, thuringit vilka är malmer samt delessit, som fyller hålrummen i mandelstenar.

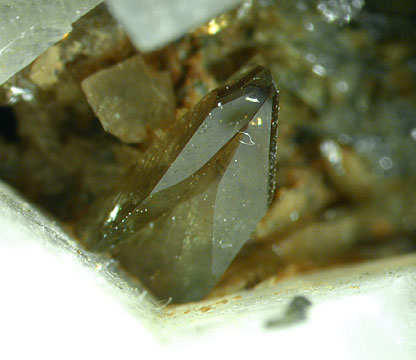
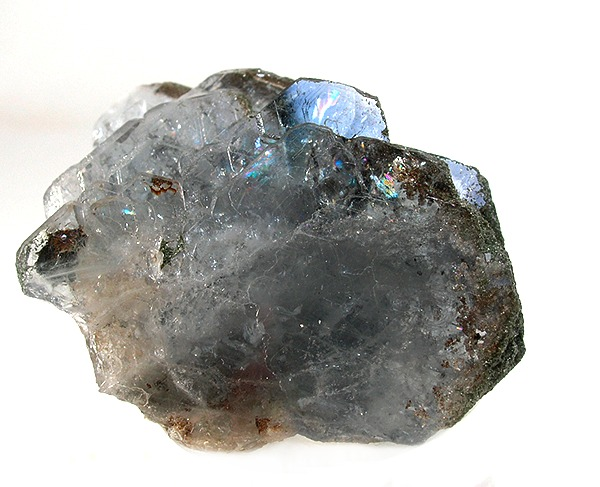
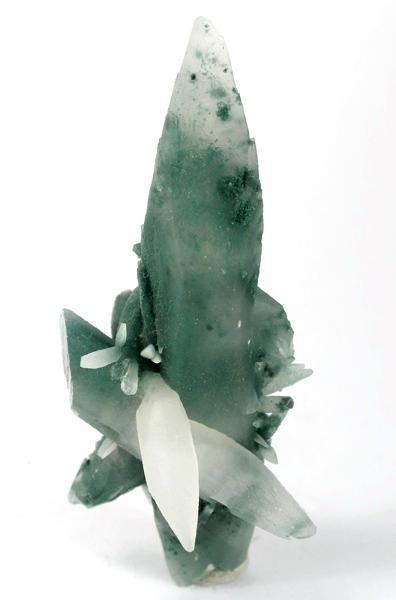
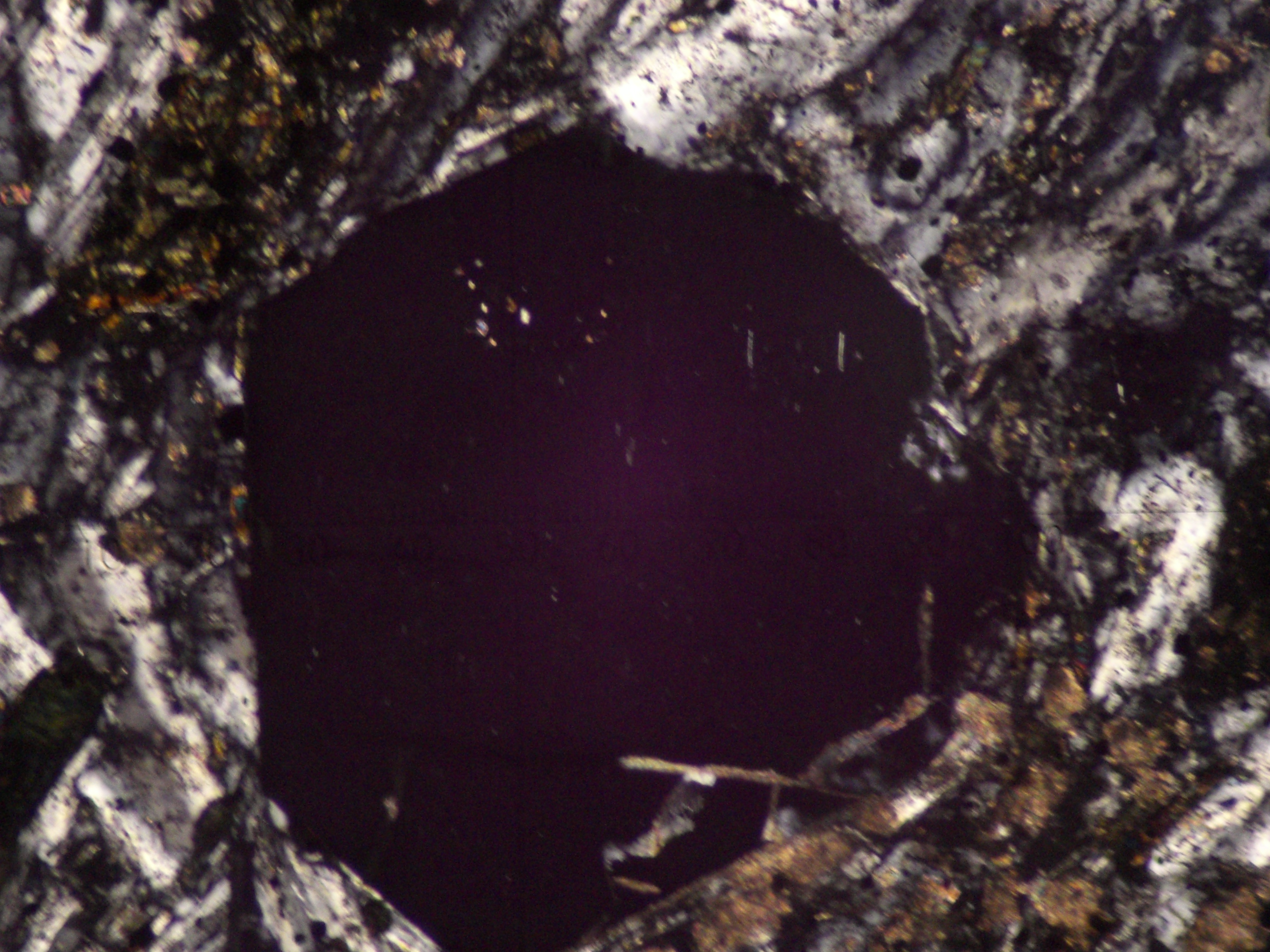
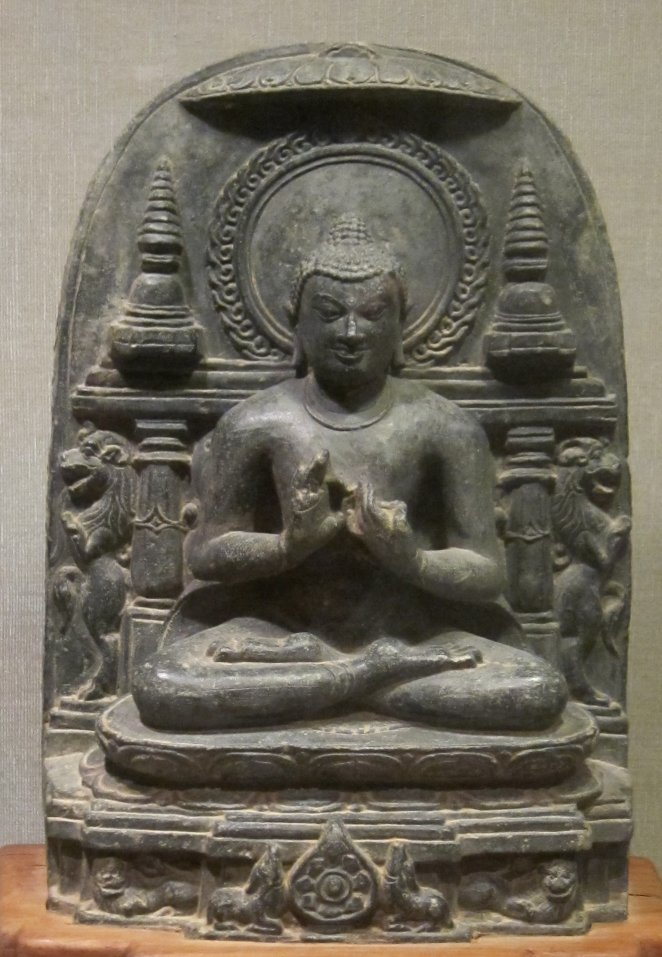
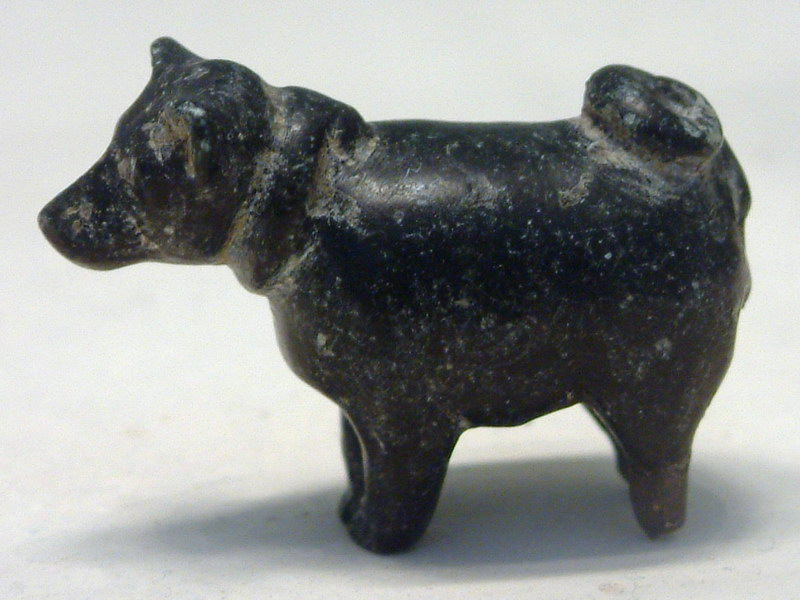
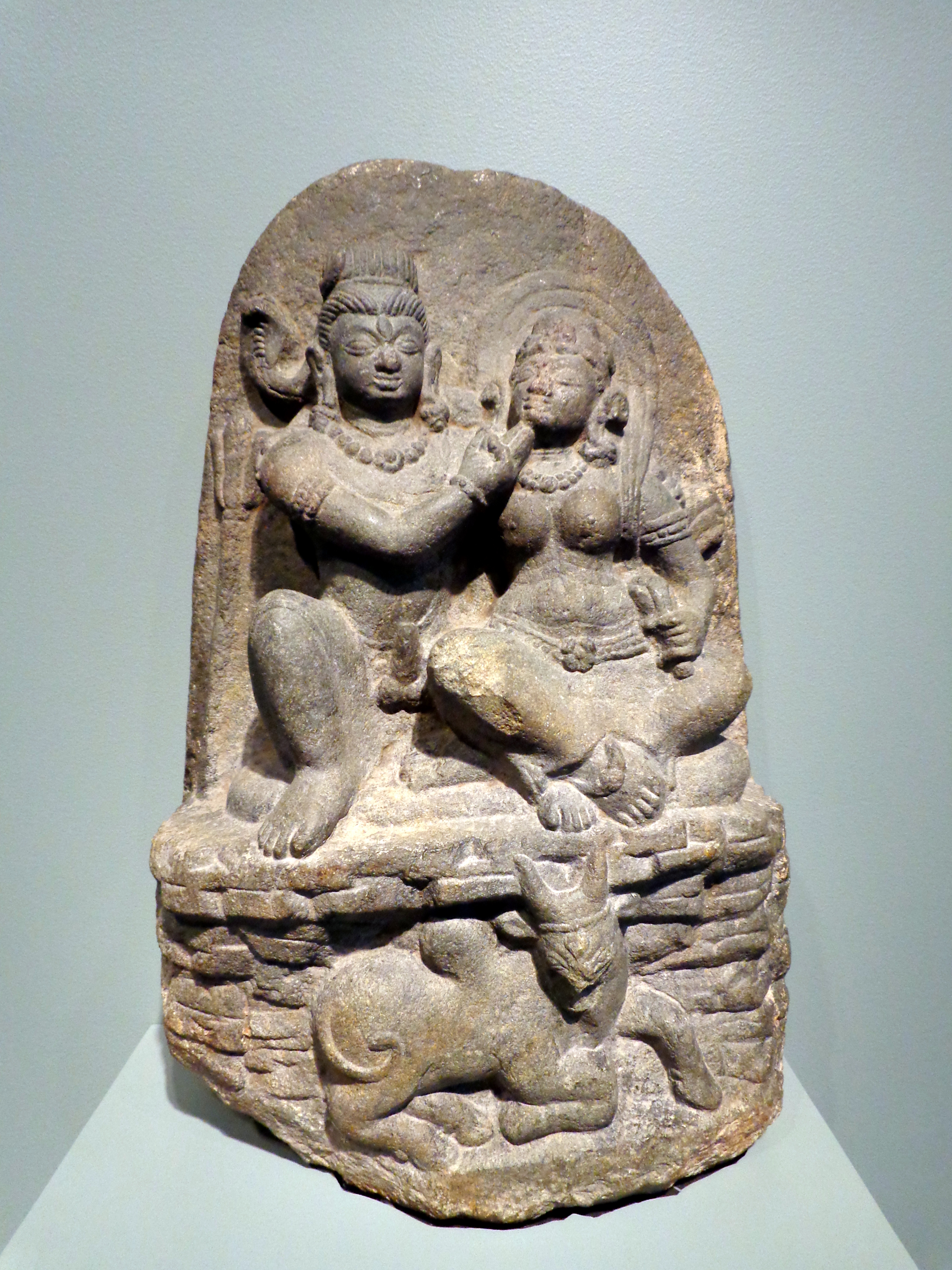
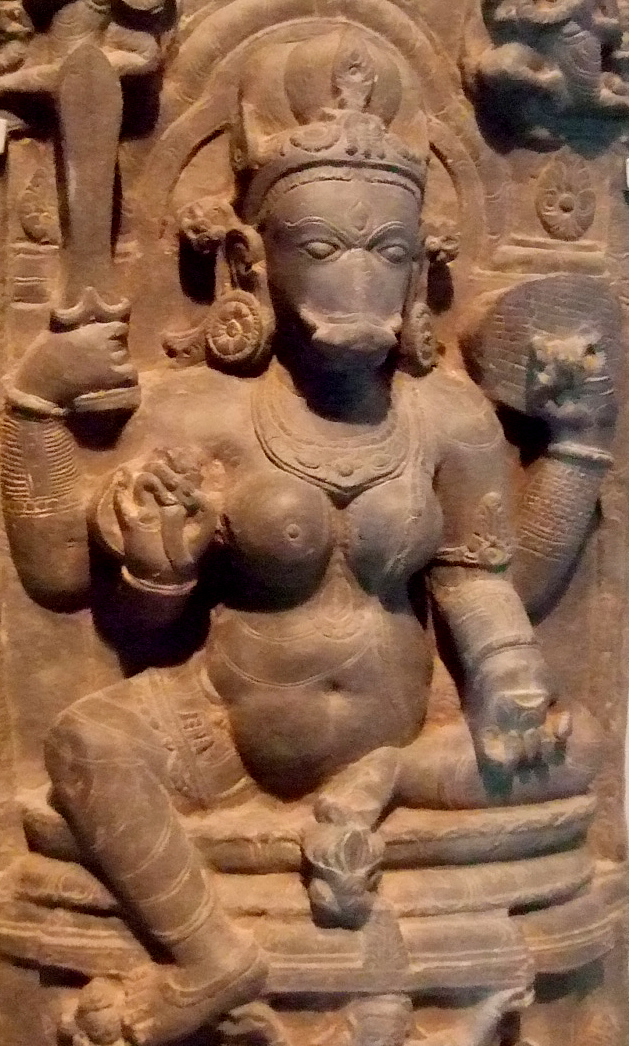
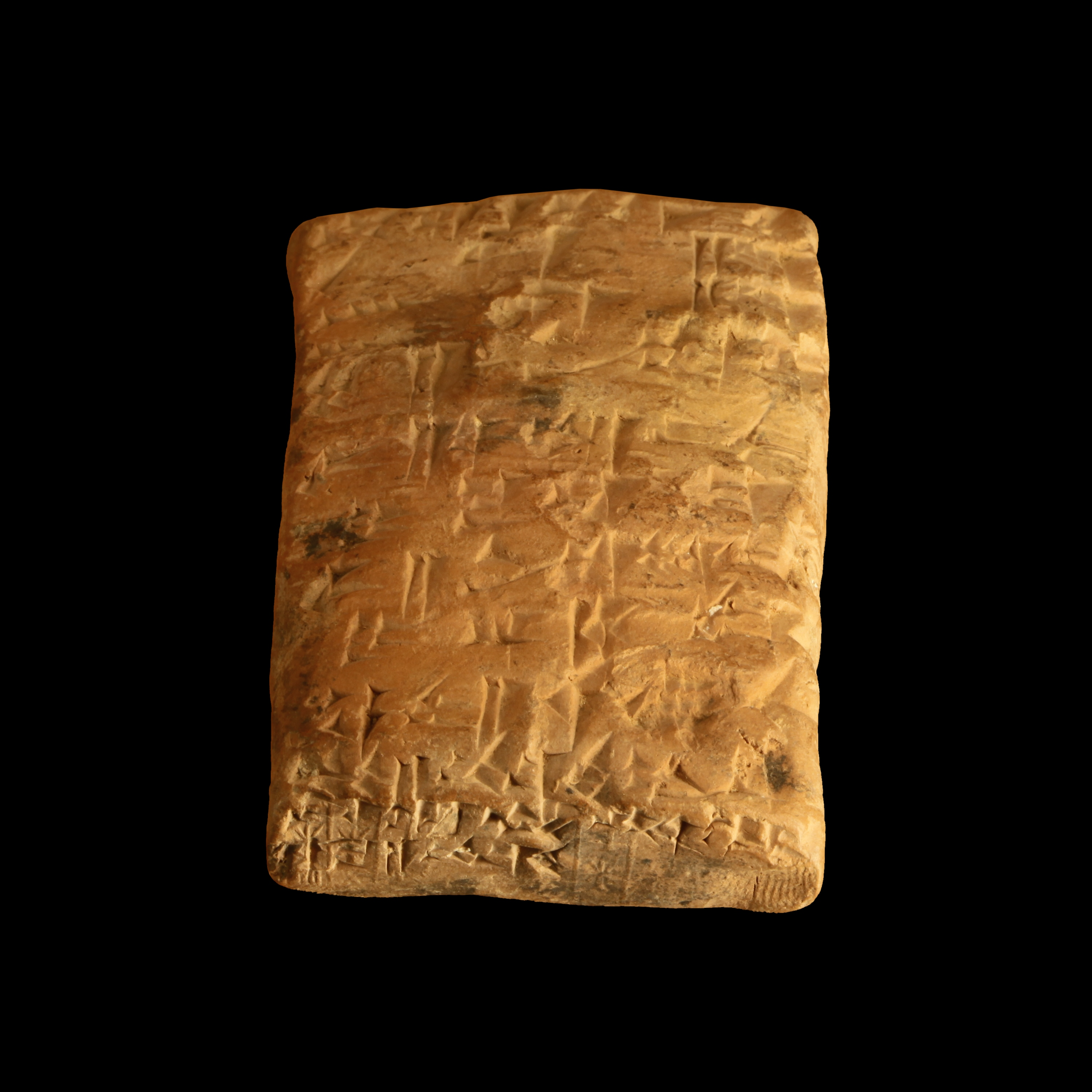